# Saint-Longis
Saint-Longis és un municipi francès situat al departament del Sarthe i a la regió de País del Loira. L'any 2007 tenia 489 habitants.

## Demografia

### Població
El 2007 la població de fet de Saint-Longis era de 489 persones. Hi havia 198 famílies de les quals 36 eren unipersonals (16 homes vivint sols i 20 dones vivint soles), 89 parelles sense fills, 69 parelles amb fills i 4 famílies monoparentals amb fills.
La població ha evolucionat segons el següent gràfic:
Habitants censats

### Habitatges
El 2007 hi havia 219 habitatges, 197 eren l'habitatge principal de la família, 18 eren segones residències i 4 estaven desocupats. 216 eren cases i 1 era un apartament. Dels 197 habitatges principals, 173 estaven ocupats pels seus propietaris, 22 estaven llogats i ocupats pels llogaters i 1 estava cedit a títol gratuït; 1 tenia una cambra, 5 en tenien dues, 27 en tenien tres, 60 en tenien quatre i 103 en tenien cinc o més. 186 habitatges disposaven pel capbaix d'una plaça de pàrquing. A 79 habitatges hi havia un automòbil i a 110 n'hi havia dos o més.

### Piràmide de població
La piràmide de població per edats i sexe el 2009 era:
| Homes | Edats   | Dones |
| ----- | ------- | ----- |
| 0     | 95 o +  | 0     |
| 0     | 90 a 94 | 4     |
| 0     | 85 a 89 | 4     |
| 4     | 80 a 84 | 4     |
| 4     | 75 a 79 | 0     |
| 4     | 70 a 74 | 4     |
| 16    | 65 a 69 | 8     |
| 20    | 60 a 64 | 24    |
| 12    | 55 a 59 | 24    |
| 28    | 50 a 54 | 32    |
| 32    | 45 a 49 | 24    |
| 20    | 40 a 44 | 8     |
| 8     | 35 a 39 | 8     |
| 8     | 30 a 34 | 8     |
| 0     | 25 a 29 | 8     |
| 24    | 20 a 24 | 8     |
| 12    | 15 a 19 | 20    |
| 24    | 10 a 14 | 12    |
| 8     | 5 a 9   | 8     |
| 0     | 0 a 4   | 4     |

## Economia
El 2007 la població en edat de treballar era de 334 persones, 244 eren actives i 90 eren inactives. De les 244 persones actives 236 estaven ocupades (134 homes i 102 dones) i 8 estaven aturades (3 homes i 5 dones). De les 90 persones inactives 41 estaven jubilades, 32 estaven estudiant i 17 estaven classificades com a «altres inactius».

### Ingressos
El 2009 a Saint-Longis hi havia 210 unitats fiscals que integraven 534 persones, la mediana anual d'ingressos fiscals per persona era de 18.874 €.

### Activitats econòmiques
Dels 33 establiments que hi havia el 2007, 2 eren d'empreses extractives, 2 d'empreses de fabricació d'elements pel transport, 2 d'empreses de fabricació d'altres productes industrials, 13 d'empreses de construcció, 5 d'empreses de comerç i reparació d'automòbils, 1 d'una empresa de transport, 1 d'una empresa d'hostatgeria i restauració, 2 d'empreses financeres, 4 d'empreses immobiliàries i 1 d'una empresa de serveis.
Dels 14 establiments de servei als particulars que hi havia el 2009, 1 era un taller de reparació d'automòbils i de material agrícola, 2 paletes, 5 guixaires pintors, 1 lampisteria, 2 electricistes, 2 empreses de construcció i 1 restaurant.
L'únic establiment comercial que hi havia el 2009 era un supermercat.
L'any 2000 a Saint-Longis hi havia 15 explotacions agrícoles que ocupaven un total de 980 hectàrees.

## Poblacions més properes
El següent diagrama mostra les poblacions més properes.